# Nora Gjakova
Nora Gjakova (née le 17 août 1992 à Pejë) est une judoka kosovare combattant dans la catégorie des moins de 57 kg, poids légers. 
En 2021, elle est sacrée championne olympique de sa catégorie. Elle remporte une médaille de bronze mondiale en 2021, l'or européen en 2018 et l'argent aux Jeux européens de 2019 ainsi que cinq médailles de bronze au niveau européen.

## Biographie
Lors des Jeux européens de Bakou, elle remporte la première médaille internationale de son pays, récemment reconnu comme comité national olympique, dans l'épreuve féminine des moins de 57 kg.
Elle est médaillée de bronze des moins de 57 kg aux championnats d'Europe 2016 et 2017.
En 2018, elle remporte la médaille d'or aux championnats d'Europe et aux Jeux méditerranéens dans la catégorie des moins de 57 kg.
Elle est médaillée de bronze des moins de 57 kg aux championnats du monde de 2021 à Budapest.
Elle est nommée porte-drapeau de la délégation du Kosovo aux Jeux olympiques d'été de 2024 aux côtés de son frère Akil Gjakova.

## Palmarès

### Compétitions internationales
| Année | Compétition                | Lieu        | Résultat | Catégorie      |
| ----- | -------------------------- | ----------- | -------- | -------------- |
| 2015  | Jeux européens             | Bakou       | 3e       | Moins de 57 kg |
| 2016  | Championnats d'Europe      | Kazan       | 3e       | Moins de 57 kg |
| 2017  | Championnats d'Europe      | Varsovie    | 3e       | Moins de 57 kg |
| 2018  | Championnats d'Europe      | Tel Aviv    | 1re      | Moins de 57 kg |
| 2019  | Jeux européens             | Minsk       | 2e       | Moins de 57 kg |
| 2021  | Championnats d'Europe      | Lisbonne    | 3e       | Moins de 57 kg |
| 2021  | Championnats du monde      | Budapest    | 3e       | Moins de 57 kg |
| 2021  | Jeux olympiques            | Tokyo       | 1re      | Moins de 57 kg |
| 2023  | Championnats d'Europe      | Montpellier | 3e       | Moins de 57 kg |
| 2023  | Championnats d'Europe open | Pristina    | 3e       | Moins de 57 kg |

### Tournois Grand Chelem et Grand Prix
| Année | Compétition         | Lieu      | Résultat | Catégorie      |
| ----- | ------------------- | --------- | -------- | -------------- |
| 2012  | Grand Prix          | Abou Dabi | 3e       | Moins de 57 kg |
| 2013  | Grand Prix          | Rijeka    | 3e       | Moins de 57 kg |
| 2016  | Grand Prix          | La Havane | 3e       | Moins de 57 kg |
| 2016  | Grand Prix          | Tbilissi  | 2e       | Moins de 57 kg |
| 2017  | Grand Prix          | Antalya   | 1re      | Moins de 57 kg |
| 2017  | Grand Prix          | La Haye   | 1re      | Moins de 57 kg |
| 2018  | Grand Prix          | Tunis     | 1re      | Moins de 57 kg |
| 2018  | Grand Prix          | Antalya   | 1re      | Moins de 57 kg |
| 2018  | Grand Chelem        | Abou Dabi | 1re      | Moins de 57 kg |
| 2018  | Grand Prix Tashkent | Tashkent  | 2e       | Moins de 57 kg |
| 2018  | Masters mondial     | Guangzhou | 2e       | Moins de 57 kg |
| 2019  | Grand Prix          | Tbilissi  | 1re      | Moins de 57 kg |
| 2019  | Grand Prix          | Budapest  | 2e       | Moins de 57 kg |
| 2020  | Grand Prix          | Tel Aviv  | 3e       | Moins de 57 kg |
| 2020  | Grand Chelem        | Paris     | 3e       | Moins de 57 kg |
| 2021  | Masters mondial     | Doha      | 3e       | Moins de 57 kg |
| 2021  | Grand Chelem        | Tbilissi  | 1re      | Moins de 57 kg |
| 2022  | Grand Chelem        | Bakou     | 3e       | Moins de 57 kg |
| 2023  | Grand Chelem        | Tbilissi  | 2e       | Moins de 57 kg |
| 2023  | Grand Chelem        | Astana    | 2e       | Moins de 57 kg |
| 2023  | Grand Chelem        | Bakou     | 1re      | Moins de 57 kg |